# Флаг Саянского района
Флаг Сая́нского муниципального района Красноярского края Российской Федерации.

## Описание
«Прямоугольное красное полотнище с отношением ширины к длине 2:3, несущее фигуры герба района, выполненные зелёным, белым, жёлтым и цветами».

## Обоснование символики
Флаг разработан на основе герба Саянского района.
Присоединение территории современного Саянского района к русскому государству произошло в XVII веке и связано со строительством Канского острога в 1636 году. Однако интенсивное заселение этих земель началось в конце XIX — начале XX веков. Приток переселенцев в основном шёл из Орловской, Виленской, Минской, Могилёвской, Воронежской и ещё нескольких западных губерний России. На флаге Саянского района два слетающихся орла аллегорически символизируют переселенцев, ставших костяком оседлого населения.
Орёл как символ силы, уверенности, полёта, стремительности характеризует лучшие качества людей, освоивших новые земли и сделавших их пригодными для жизни. Орёл часто встречается в гербах городов и территорий, бывших исторической родиной многих переселенцев (Орёл, Воронеж, Минск, Могилёв) и в этом качестве орлы на флаге Саянского района стали своеобразными геральдическими преемниками, сохраняющими геральдическую традицию.
Изображение гор и сияющего камня указывает на природно-географическое особенности района, расположенного в предгорье Восточного Саяна, на его богатые недра.
Жёлтый цвет (золото) — символ урожая, богатства, стабильности и уважения.
Белый цвет (серебро) — символ чистоты, совершенства, мира и взаимопонимания.
Красный цвет — символ силы, мужества, труда, красоты и праздника.

## См. также

Флаги муниципальных образований Саянского района
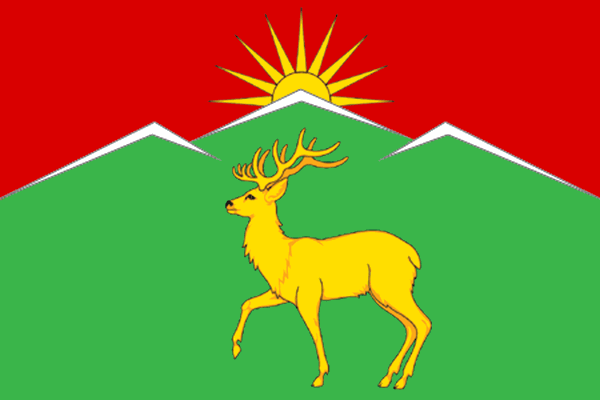
Флаг Малиновского сельсовета